# باشگاه فوتبال پلیس یونایتد (بلیز)
باشگاه فوتبال پلیس یونایتد یک تیم فوتبال اهل بلیز است که در حال حاضر در لیگ برتر بلیز رقابت می‌کند.
این تیم در بلموپان مستقر است. ورزشگاه خانگی آنها ورزشگاه ایزیدورو بیتون است. بخشی از اعضای تیم را افسران پلیس اهل بلیز تشکیل می‌دهند.